# Peso paraguayo
El peso fue la moneda de Paraguay entre 1856 y 1944. Sustituyó al real paraguayo a razón de 8 reales = 1 peso. Hasta 1870, el peso se subdividía en 8 reales. Paraguay entonces decimalizó su moneda, dividiéndose esta en 100 centésimos = 1 peso. El nombre de la subdivisión se cambió a centavo en 1874. El peso fue reemplazado en 1944 por el guaraní a una tasa de 100 pesos = 1 guaraní.

## Monedas

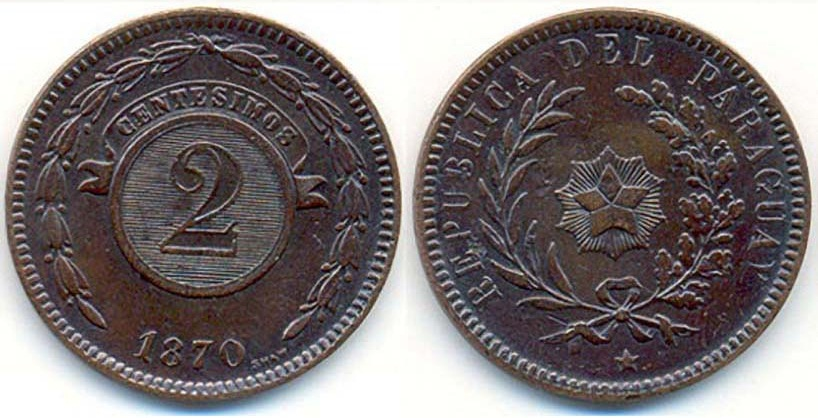
Pieza de 2 centésimos (1870), anverso y reverso, cobre, 10 g, acuñado por Birmingham Mint (Heaton & Sons)

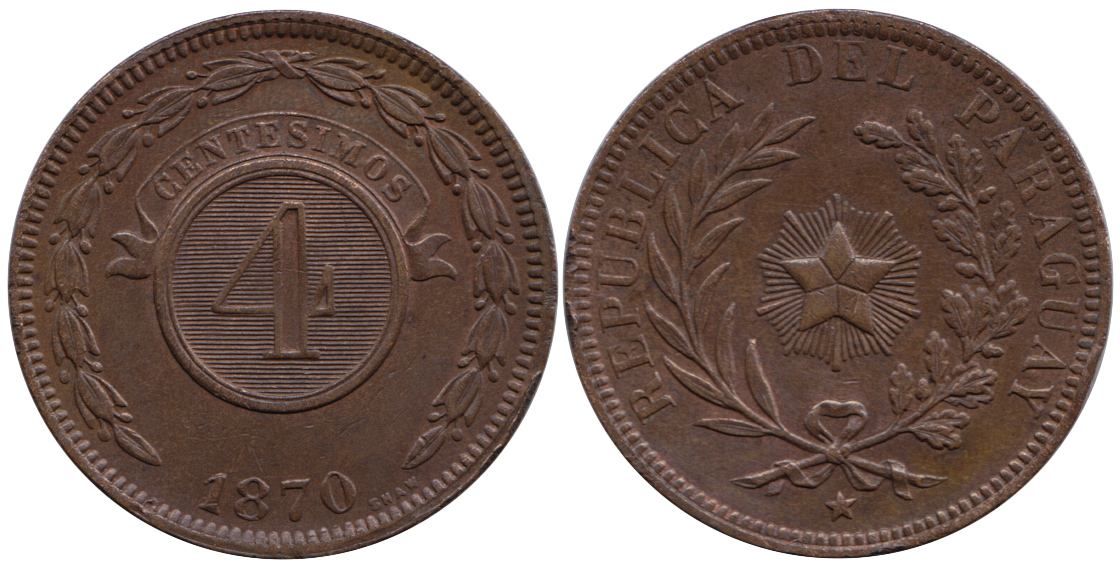
Moneda de 4 céntimos (1870), anverso y reverso, cobre, 10,97 g, acuñada por Birmingham Mint (Heaton & Sons).

En 1867, el Paraguay dio a conocer sus primeras monedas de oro, valuadas en 4 pesos, durante la Guerra de la Triple Alianza. Se acuñaron monedas de bronce en 1870 en denominaciones de 1, 2 y 4 centésimos, seguidas en 1889 por las monedas de plata de 1 peso. En 1900, fueron introducidas monedas de 5, 10 y 25 centavos, acuñadas en cuproníquel, fueron seguidas en 1925 por piezas 50 centavos y 1 y 2 pesos, acuñadas en el mismo metal. En 1938, se reemplazan las monedas de 50 centavos, 1 y 2 pesos por otras con el mismo diseño, acuñadas en aluminio, y se introducen monedas de cuproníquel de 5 y 10 pesos en 1939.

## Billetes
En 1856, el Tesoro Nacional emitió billetes en denominaciones de ½ y 4 reales, 1 y 2 pesos. Estos fueron seguidos por billetes de 1 y 2 reales, 3, 4, 5 y 10 pesos en 1870.
En 1870, la Tesorería General se hizo cargo de la producción de papel moneda y emitió los únicos billetes denominados en centésimos. Estos fueron los de 50 centésimos. Los billetes fueron denominados en "peso fuerte". El papel moneda denominado en reales se emitieron hasta 1871. En 1874, billetes de 10, 20 y 50 centavos fueron emitidos, en 1875 se sumó a la serie un nuevo valor: el billete de 20 pesos.
En 1894, el gobierno tomó el control directo de la emisión de billetes, emitiendo una nueva serie de papel moneda con valores de 50 centavos, 1, 5, 10, 20, 50 y 100. Los billetes de 200 y 500 pesos se introdujeron en 1899. Los billetes de cincuenta centavos y un peso se imprimieron por última vez en 1916. En 1923 entra en vigencia el billete de 1000 pesos.
En 1907, el Banco de la República emitió billetes de 5, 10, 50, 100 y 1000 pesos moneda nacional que se denomina también como 50 centavos, 1, 5 y 10 pesos oro. Los bancos privados como el Banco de Comercio y Lezica y Lanús emitieron billetes en Asunción.